# Antoniotto Adorno (Doge, um 1340)

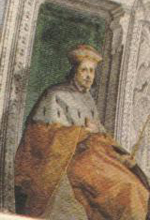
Antoniotto Adorno, Doge von Genua

Antoniotto Adorno (* um 1340 in Genua; † 5. Juni 1398 in Finale Ligure) war viermal (17. Juni 1378; 15. Juni 1384 bis 3. August 1390; 6. April 1391 bis 16. Juni 1392; 3. September 1394 bis 27. November 1396) Doge der Republik von Genua und im Anschluss an seine letzte Amtszeit vom 27. November 1396 bis 18. März 1397 Governatore (Statthalter) Genuas für den französischen König Karl VI., dem er kurz zuvor die Regierung dieser Stadt übergeben hatte.

## Frühes Leben und die ersten drei Amtszeiten als Doge
Antoniotto Adorno entstammte der alten Familie Adorno, die zwar nichtadliger Herkunft, aber durch Handel vermögend geworden war. Seine Eltern hießen Adornino Adorno und Nicolosia della Rocca. Über seine frühen Jahre ist wenig bekannt. Jedenfalls erhielt er eine gute Ausbildung in Literatur und Jurisprudenz und war u. a. als Kaufmann tätig. Seine politische Karriere begann er als Gouverneur (Vikar) von Chiavari (1371–74). Er nahm auch 1373 mit seiner eigenen Galeere an der erfolgreichen Eroberung Zyperns teil.
Erstmals wurde Adorno am 17. Juni 1378 genuesischer Doge, nachdem seine Anhänger Domenico di Campofregoso durch eine tumultuarische Volksbewegung gestürzt hatten. Er konnte sich aber nur für wenige Stunden als Doge halten, da sein Mitverschwörer Nicolò Guarco ihn noch am gleichen Abend zur Abdankung nötigte und nun selbst Doge wurde. Adorno musste aus Genua fliehen und fand bei den Mailänder Visconti Zuflucht. Er ging später ins Exil nach Savona, durfte dann nach Genua zurückkehren und erzwang im April 1383 den Rücktritt von Nicolò Guarco. Zwar wurde er trotz seines Bemühens zunächst nicht zum Dogen gewählt, aber immerhin Mitglied des Anzianenrats.
Als Nachfolger des verstorbenen Leonardo Montaldi erhielt Adorno schließlich das Dogenamt zum zweiten Mal am 15. Juni 1384 mit Hilfe der unteren Volksschichten, als in der Stadt eine verheerende Pestepidemie wütete. Er ließ nun bald seinen Widersacher Nicolò Guarco in Lerici internieren. 1385 entsandte er einige genuesische Galeeren zum durch Truppen des neapolitanischen Königs Karl von Durazzo in Nocera belagerten Papst Urban VI. Dieser konnte entkommen, segelte auf den ihm geschickten Galeeren nach Genua und verweilte hier etwa ein Jahr. Adorno schloss ferner mit Aragon Frieden und entschied sich zum Vorgehen gegen die seeräuberischen Sarazenen von Tunis. Die von seinem Bruder Raffaele kommandierte genuesische Flotte eroberte mit sizilischer und pisanischer Hilfe im Juni 1388 die Insel Djerba. Der Doge initiierte danach den französisch-genuesischen Kreuzzug gegen Mahdia. Genua stellte zu diesem von Louis II. de Bourbon im Sommer 1390 durchgeführten Unternehmen eine von Giovanni Centurione befehligte Flotte. Zwar konnte Mahdia nicht eingenommen, doch im Oktober 1390 ein Vergleich mit dem Kalifen Abu l-Abbas Ahmad II. erreicht werden, in dem dieser sich u. a. zur Einstellung der Piraterie gegen genuesische Schiffe verpflichtete. Adorno, der auch 1387 zum Schiedsrichter bei Differenzen zwischen dem König von Zypern und Mitgliedern der Maona gewählt worden war, trat nach sechsjähriger Amtszeit als Doge wegen innenpolitischen Schwierigkeiten, u. a. Anfeindungen der Fregosi, am 3. August 1390 freiwillig zurück und verließ die Stadt.  Sein Nachfolger wurde Giacomo Campofregoso.
Doch am 6. April 1391 übernahm Adorno die Dogenwürde erneut. Er vermittelte einen für den ghibellinischen Herzog Gian Galeazzo Visconti von Mailand sehr günstigen Frieden mit dessen feindlichen Mächten Florenz, Bologna und Venedig, wodurch er die Gunst des Herzogs gewann. Sein Misserfolg, die rivalisierende Nachbarstadt Savona zu bezwingen, und die feindliche Haltung einflussreicher genuesischer Familien nötigten Adorno indessen, am 15. Juni 1392 aus Genua zu flüchten und Antoniotto di Montaldo zu weichen.
Es kam zu weiteren verheerenden Machtkämpfen zwischen führenden Familien Genuas und fortwährendem Wechsel der Dogen. Während dieser Auseinandersetzungen erschien, als gerade Francesco Giustiniano di Garibaldo an der Macht war, Adorno mit einem Heer, wurde jedoch von Antoniotto di Montaldo zurückgeschlagen, woraufhin dieser am 30. Juli 1393 wieder die Dogenwürde erhielt.

## Viertes Dogenamt, Gouverneur Genuas für Frankreich und Tod
Am 3. September 1394 wurde Adorno, nachdem er sich Genuas bemächtigt hatte, zum vierten Mal zum Dogen ernannt. Er bildete nun am 27. November 1394 einen Dogenrat von 18 Anzianen, der zur einen Hälfte aus Popolaren und zur anderen Hälfte aus Adligen bestand. Obwohl Adorno von Gian Galeazzo Visconti, der den mailändischen Einfluss in Genua zu stärken trachtete, finanziell unterstützt wurde, befand sich der Doge in einer schwierigen Situation. Die Republik von Genua hatte hohe Schulden, im Land herrschten erhebliche wirtschaftliche Schwierigkeiten, das Volk war in zahlreiche rivalisierende Parteiungen gespalten, und den ihn selbst bedrohenden Feindseligkeiten der Montaldi und Guarchi musste er mit gewaltsamen Maßregeln begegnen. Außerdem wollte nicht nur Mailand, sondern auch Frankreich mehr Einfluss in Genua zu gewinnen, und Savona hatte sich am 17. November 1394 der französischen Herrschaft unterstellt.
Adorno zweifelte, dass er sich dieses Mal viel länger an der Macht halten konnte als in seinen früheren Amtszeiten. Er suchte einen Ausweg, durch den er Genua die notwendige Ruhe und sich selbst eine gesicherte Zukunft verschaffen könne. Zu diesem Zweck wollte er die Regierung von Genua an einen fremdländischen Fürsten abtreten. Während Einige für Ludwig von Orléans plädierten, präferierte Adorno dessen Bruder, den französischen König Karl VI. Dieser Monarch schien mächtig genug zu sein, um die Streitigkeiten der genuesischen Parteien zu zügeln und hatte nach Meinung Adornos kein Interesse, die Freiheit der Genuesen weiter zu schmälern, als ein Vertrag zugestand. Daher verhandelte Adorno durch den Adligen Dagnano de’ Mallonei und den Popularen Pietro da Persio mit Karl VI. wegen der Übernahme der genuesischen Signorie. Als Karl VI., zum Teil gegen den Willen seiner Minister, sich bereit erklärt, Adorno aber die Genuesen für Frankreich gewonnen hatte, wurde über einen Unterwerfungstraktat verhandelt, der am 25. Oktober 1396 unterzeichnet wurde.
Der König versprach, einen französischen Statthalter zu senden, doch sollte Adorno als erster solcher Governatore fungieren. Er und seine von Karl VI. gesandten Nachfolger hätten dem Vertrag zufolge mit Dogengewalt und nach denselben Gesetzen Genua zu regieren. Den Senat oder Anzianenrat sollten gleichmäßig Ghibellinen und Guelfen, Popolaren und Nobili besetzen, aber ein Ghibelline den Vorsitz führen. Des Königs Statthalter sollte im zwölfköpfigen Rat, wo Stimmenmehrheit entschied, zwei Stimmen haben. Karl VI. durfte weder neue Steuern einführen noch Anspruch auf einen Anteil der Finanzen der Republik erheben. Ebenso wenig Gewalt hatte er über die städtischen Schlösser, abgesehen von zehn, die den französischen Truppen einzuräumen waren. Die Genuesen behielten sich auch ihren Bund mit Byzanz und Zypern vor, ferner freie Wahl zwischen den Parteien, die im Schisma die Kirchen trennten, und die Integrität ihres Gebiets. Karl VI. versprach auch, die ihm zugestandene Macht keinem anderen Fürsten zu übertragen.
Am 27. November 1396 legte Adorno seine Würde als Doge nieder und wurde vertragsgemäß sofort von den französischen Abgesandten zum Governatore Genuas ernannt. Aber auch jetzt hörten die inneren Unruhen nicht auf; vielmehr suchten Antoniotto di Montaldo und Antonio Guarco ihn und das neue französische Regiment, allerdings erfolglos, mit Waffengewalt zu stürzen. Daraufhin erschienen französische Ritter in Genua. Ihrem Anführer, Valerando von Luxemburg-Ligny Grafen von Saint-Pol, übergab Adorno am 18. März 1397 die höchste Gewalt und zog sich ins Privatleben nach Finale Ligure zurück, wo er am 5. Juni 1398 im Alter von etwa 58 Jahren an der Pest starb. Er war zweimal verheiratet gewesen, zuerst mit Luchina Savignone, dann mit Ginevra Doria, und war Vater von 15 Kindern geworden.